# 박불화
박불화(朴不花, 몽골어: ᠪᠤᠬ᠎ᠠ 부카, ? ~ 1364년)는 원나라의 환관이다. 본관은 해주(海州), 고려(高麗) 태생이며 기황후(奇皇后)와 동향 사람이었다.
기황후와 동향이라는 점을 이용해 여러 벼슬을 거쳐 최종적으로는 원 군대의 통솔 권한을 가진 동지추밀원사(同知樞密院事)에 올랐고, 그 뒤에는 영록대부 자정원사(榮祿大夫 資正院使)에 이르렀다. 이 때 박불화는 기황후의 지시를 받아 원 순제가 기황후의 아들이자 황태자인 아유르시리다르(愛猷識理答臘)에게 양위하도록 모의하였으나 실패하였다.
이 당시 고려에서는 왕위에 오른 공민왕(恭愍王)이 반원정책을 시행하여, 궁 내에서 기황후의 권위를 내세워 전횡하는 기철(奇轍) 등의 친원파를 제거하였다. 이 일이 있은 이후 박불화는 기황후, 최유(崔濡) 등과 모의하여 공민왕을 폐위하고 충선왕(忠宣王)의 서자인 덕흥군(德興君)을 왕으로 추대하려고 시도하였다. 1364년에는 최유가 덕흥군과 함께 원나라 군사 1만여 명을 이끌고 고려를 침공하였으나, 이 군사를 고려군이 격파하여 폐위 시도는 좌절되었다.
폐위 시도가 좌절된 이후, 황태자(아유르시리다르) 일파(派)와 반(反)황태자 일파의 다툼에 말려들어 삭사감(搠思監)과 함께 반황태자파(派) 수장인 볼루드 테무르(孛羅帖木兒)에게 죽임을 당했다.

## 박불화가 등장한 작품
- 《신돈》(MBC, 2005년~2006년, 배우:남영진)
- 《기황후》(MBC, 2013~2014년, 배우:최무성)

## 참고 문헌
- 두산백과사전 박불화